# Tot (miesiąc)
Tot, Thot – pierwszy miesiąc pory achet i pierwszy miesiąc roku w kalendarzu egipskim. Jak każdy miesiąc w starożytnym Egipcie, trwał 30 dni: od 19 lipca do 17 sierpnia. Po tocie następował paofi.
| Abd · Z1 | M8 · x · t | ra |

| Abd · Z1 | M8 · x · t | ra |